# Botorpsströmmen
Der Botorpsströmmen ist ein Fluss und Flusssystem im östlichen Småland, in der Gemeinde Västervik in der schwedischen Provinz Kalmar län.
Der Fluss bildet den Abfluss des Sees Långsjön westlich von Västervik. Er verlässt diesen an dessen Ostufer bei Ankarsrum. Er durchfließt die Seen Hällsjön, Flugen, Maren und Ålsjön, welchen er über drei Wege zur Ostsee hin entwässert.
Wichtigster Quellfluss ist der Tynnsån, welcher den See Tynn entwässert. Einschließlich Quellflüssen beträgt die Gesamtlänge des Botorpsströmmen 75 km. Das Einzugsgebiet umfasst 998,8 km². Der abflussregulierte See Yxern befindet sich im Einzugsgebiet. Am Flusslauf des Botorpsströmmen liegen mehrere kleinere Wasserkraftwerke.